# Scybalocanthon darlingtoni
Scybalocanthon darlingtoni är en skalbaggsart som beskrevs av Renaud Maurice Adrien Paulian 1939. Scybalocanthon darlingtoni ingår i släktet Scybalocanthon och familjen bladhorningar. Inga underarter finns listade i Catalogue of Life.